# Nikolai Afanassjewitsch Karew
Nikolai Afanassjewitsch Karew (russisch Николай Афанасьевич Карев; * 6. Januarjul. / 19. Januar 1901greg. in Litauen; † 11. Oktober 1936) war ein sowjetischer marxistischer Philosoph.

## Leben
Karew wurde in einer russischen Bauernfamilie geboren. 
Er war ein Experte für Materialistische Dialektik. 1917 trat er in die Partei Linke Sozialrevolutionäre ein und nahm aktiv an der Oktoberrevolution teil. 1921 bis 1924 studierte er am Institut der Roten Professur Philosophie bei Abram Moissejewitsch Deborin und absolvierte anschließend ein wissenschaftliches Praktikum in Deutschland. 1924 war er einer der Gründer der Gesellschaft militanter Materialisten. Mit 25 Jahren wurde er Professor am Lehrstuhl für Philosophie der Moskauer Staatsuniversität. Von 1924 bis 1927 war er Redakteur der Zeitschrift Unter dem Banner des Marxismus. In den Jahren 1926/27 gehörte er der Linken Opposition gegen den Stalinismus an. 1929 war er Mitorganisator des Philosophischen Instituts und wurde stellvertretender Direktor des Instituts. Gleichzeitig war er stellvertretender Vorsitzender der Gesellschaft der dialektischen Materialisten. In seinen Arbeiten fanden sich alle grundlegenden Streitpunkte jener Jahre. 1931/32 arbeitete er im Präsidium der Akademie der Wissenschaften. Er verteidigte dort die Positionen der Deborinschen Schule, die 1930/31 zerschlagen wurde. Er verlor alle seine Posten und wurde 1933 aus der KPdSU ausgeschlossen, 1935 verbannt. 1936 fiel er den Stalinschen Säuberungen zum Opfer.